# Abriaquí
Abriaquí là một khu tự quản thuộc tỉnh Antioquia, Colombia. Thủ phủ của khu tự quản Abriaquí đóng tại Abriaquí Khu tự quản Abriaquí có diện tích 290 ki lô mét vuông. Đến thời điểm ngày 28 tháng 5 năm 2005, Abriaquí có dân số 3188 người.